# Vailly-sur-Aisne
 Vailly-sur-Aisne  là một xã ở tỉnh Aisne, vùng Hauts-de-France thuộc miền bắc nước Pháp.

## Hành chính
| Danh sách thị trưởng                   |                          |              |      |          |
| Giai đoạn                              | Giai đoạn                | Tên          | Đảng | Tư cách  |
| tháng 3 năm 1995                       | bầu lại tháng 3 năm 2008 | Annick Venet | UMP  |          |
|                                        |                          | Houssart     |      | († 1874) |
| Tất cả các dữ liệu trước đây không rõ. |                          |              |      |          |

## Biến động dân số
| Năm | 1962  | 1968  | 1975  | 1982  | 1990  | 1999  | 2004  |
| --- | ----- | ----- | ----- | ----- | ----- | ----- | ----- |
| Dân số | 1 589 | 1 830 | 1 855 | 1 883 | 1 980 | 2 081 | 2 122 |
| From the year 1968 on: No double counting—residents of multiple communes (e.g. students and military personnel) are counted only once. |       |       |       |       |       |       |       |